# Derlingouw
De Derlingouw (ook Darlingouw) was een Middeleeuwse gouwgraafschap in de huidige Duitse deelstaat Nedersaksen. De Derlingouw lag ten oosten van het huidige stad Braunschweig.
In het zuiden werd de Derlingouw door de Großes Bruch bij Oschersleben van de Harzgouw gescheiden. Naar het westen strekte de gouw zich tot aan de rivier de Oker uit, in het oosten tot aan de Noord-Thüringengouw. In het noorden grensten de Heilangouw en de Wittingouw aan de Derlingouw.
Graven in de Derlingouw waren:
- Bruno, zoon van graaf Liudolf in Noord-Thüringen, graaf in de Derlingouw 965 (Brunonen)
- Diederik van Haldensleben, van 966 tot 985 graaf in de Derlingouw
- Egbert, graaf op 14 september 1024 (volgens een oorkonde); was waarschijnlijk vanaf 1013 graaf in de Derlingouw (Billungers)
- Liudolf (gestorven 1038), zoon van Bruno, rond 1031, graaf in de Derlingouw
- Bernhard, gestorven voor 1069, in 1052 graaf in de Harzgouw en de Derlingouw, alsook in Noord-Thüringen, 1043-1062 wordt als (Supplinburger gezien)
- Siegfried II van Walbeck, gestorven rond 1087, graaf in de Noord-Thüringengouw en de Derlingouw; gehuwd met Guda van Valkenburg